# WMGM-TV
WMGM-TV est une station de télévision indépendante américaine située à Atlantic City (New Jersey) appartenant à LocusPoint Networks. Ses studios sont situés à Wildwood (New Jersey) et son antenne à Swainton. Elle était affiliée au réseau NBC jusqu'au 31 décembre 2014.
Atlantic City étant situé à environ 80 km de Philadelphie (Pennsylvanie), le signal de WCAU (NBC Philadelphie) couvre la partie sud du New Jersey alors que WNBC (NBC New York) couvre la partie nord du New Jersey. WMGM était la seule station du réseau basée au New Jersey, et se trouve hors marché pour les sondages de cotes d'écoutes. NBC a décidé de pas renouveler le contrat d'affiliation après 48 ans, la station devient alors indépendante.